# آن یک دقیقه
آن یک دقیقه (به تامیلی: Andha Oru Nimidam) و (به انگلیسی: That One Minute) فیلمی هندی محصول سال ۱۹۸۵ و به کارگردانی ماجور سوندراجان است. در این فیلم بازیگرانی همچون کمال حسن، اورواشی و پانداری بای ایفای نقش کرده‌اند.